# Lijst van spelers van Velocitas
Dit is een lijst van voetballers die minimaal één officiële wedstrijd hebben gespeeld in het eerste elftal van de Nederlandse voormalig betaaldvoetbalclub Velocitas.

## B
- Jan Bats
- Barend Boer

## C
- Tony Comdeur

## D
- Jan Doorn
- Piet Doornbos
- Eef Drommel

## E
- Piet Eimers
- Frouko Ellens

## F
- Piet Fransen

## H
- Carel Heideveld

## K
- Robert Keijzer
- Klöne
- Jan Koolman
- Dick Kristerius
- Alie Kruger
- Bé Kuiper

## L
- Geert Lanting

## M
- Henk Medema
- Jan Melissen
- Tonny Metus

## O
- Jaap van Oosten

## P
- Henk Pater
- E. Postma

## R
- Willy Rozenboom

## S
- Geert Sannes
- Harm Sloots
- Jurrie Smeltekop
- Smit
- Dietmar Srowig

## V
- Klaas van der Veen
- Jan Vrieling
- Marinus de Vries

## W
- Theo Wanders
- Evert Westerdiep
- Jan Willems

## Z
- Rio Zoutman